# 大分米良インターチェンジ
大分米良インターチェンジ（おおいためらインターチェンジ）は、大分県大分市大字片島にある、東九州自動車道のインターチェンジである。
当初は大分自動車道の終点（法令上の路線名である九州横断自動車道長崎大分線の終点）として供用開始したが、2018年（平成30年）8月5日に東九州自動車道の中間に存在するICとなった。

## 歴史
- 1996年（平成8年）11月26日：大分自動車道・大分IC - 大分米良IC間開通に伴い、供用開始[1]。
- 1999年（平成11年）11月27日：東九州自動車道・大分米良IC - 大分宮河内IC間開通[1]。
- 2018年（平成30年）8月5日：大分自動車道速見支線と大分自動車道本線（速見IC - 日出JCT - 大分米良IC）の道路名が東九州自動車道に変更される。
- 2025年（令和7年）3月17日：料金所がETC専用になる[2]。

## 周辺
- 大分スポーツ公園（レゾナックドーム大分）
- パークプレイス大分
- あけのアクロスタウン
- 大分県運転免許センター
- 陸上自衛隊大分分屯地
- 大分大学

## 接続する道路
- 直接接続
  - 国道10号（大分南バイパス）
  - 大分県道56号中判田下郡線
- 間接接続
  - 国道197号（大分南バイパス）

## 料金所
- ブース数：5

### 入口
- ブース数：2
  - ETC専用：1
  - ETC/サポート：1

### 出口
- ブース数：3
  - ETC専用：1
  - サポート：2

## 隣
E10 東九州自動車道
(13) 大分光吉IC - (14) 大分米良IC - 大分松岡PA - (15) 大分宮河内IC